# Strzępiak wełnisty

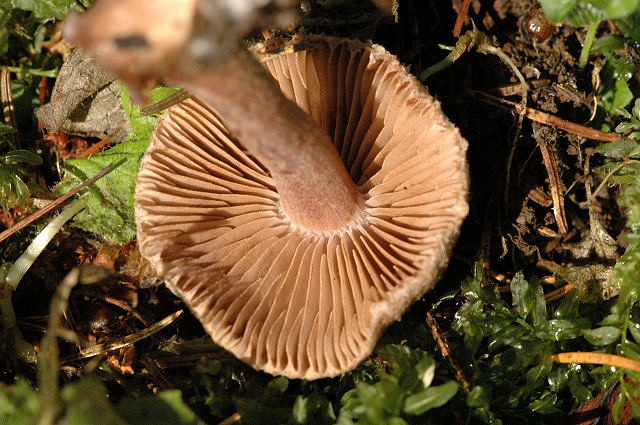

Strzępiak wełnisty (Inocybe lanuginosa (Bull.) P. Kumm.) – gatunek grzybów należący do rodziny strzępiakowatych (Inocybaceae).

## Systematyka i nazewnictwo
Pozycja w klasyfikacji według Index Fungorum: Inocybe, Inocybaceae, Agaricales, Agaricomycetidae, Agaricomycetes, Agaricomycotina, Basidiomycota, Fungi.
Po raz pierwszy zdiagnozował go w 1788 r. Jean Baptiste François Bulliard nadając mu nazwę Agaricus lanuginosus. Obecną, uznaną przez Index Fungorum nazwę nadał mu Paul Kummer w 1871 r.
Synonimy:
- Agaricus lanuginosus Bull. 1788
- Astrosporina lanuginosa (Bull.) J. Schröt. 1889
- Inocybe lanuginosa var. ovatocystis Kühner 1976

Nazwę polską nadał Andrzej Nespiak w 1990 r.

## Morfologia
Kapelusz
Średnica 2,5–3,5 cm, początkowo stożkowaty lub półkulisty, potem płasko rozpostarty z niewielkim garbkiem, rzadziej o wgłębionym środku. Zasnówka szybko zanikająca. Brzeg początkowo podgięty, potem prosty i w końcu nawet nieco wygięty ku górze. Powierzchnia wełnisto–włóknista, u starszych okazów łuseczkowata, o wyraźnie odstających łuseczkach. Barwa od płowobrązowej przez jasnobrązową do brązowej, na środku zwykle ciemniejsza.
Blaszki
Zatokowato wycięte, zbiegające niewielkim ząbkiem, z blaszeczkami. Początkowo szarobeżowe, potem płowe lub ochrowobrązowe. Ostrza biało lub jasnobrązowo orzęsione.
Trzon
Wysokość 3–8 cm, grubość 0,4–1 cm, mniej więcej walcowaty, nieco wygięty. Powierzchnia włóknista, czasami kosmkowata, tej samej barwy co kapelusz, ku podstawie ciemniejsza.
Miąższ
Początkowo białawy, potem jasnobrązowawy, w trzonie włóknisty. Smak nieokreślony.
Cechy mikroskopowe
Zarodniki 7,5–11 × 5–7,5 µm. Podstawki 29–32 × 9–10 µm. Cheilocystydy (32–)50–85 × 10–17(–25) µm. Pleurocystydy  nieco mniejsze, cienkościenne, czasami z kryształkami na szczycie.

## Występowanie i siedlisko
Znane jest występowanie strzępiaka wełnistego w Europie, Ameryce Północnej i na Nowej Zelandii. W piśmiennictwie naukowym na terenie Polski do 2003 r. podano wiele stanowisk. Nowsze stanowiska tego gatunku podaje internetowy atlas grzybów. Zaliczony w nim jest do gatunków zagrożonych i chronionych.
Grzyb mikoryzowy. Rośnie na ziemi w lasach liściastych, mieszanych i iglastych, często pod olszą szarą.